# Jacobo Sureda
Jacobo Sureda Montaner (* 1901 Valldemossa Palma; † Juni 1935 Gènova) war ein spanischer Maler und Dichter.

## Leben
Jaime Felipe Sureda Montaner, genannt Jacobo, wurde 1901 als eines von elf Kindern geboren. Sein Vater Juan Sureda Bimet (1873–1947), gelernter Anwalt und Privatier, war ein kulturvernarrter Mann, welcher nationalen wie ausländischen Schriftstellern, Malern, Musikern, aber auch Politikern in seinen „Palau del Rey Sancho“ (Palast des Königs Sancho), unweit der Kartause von Valldemossa, eine Herberge anbot. Durch sein Mäzenatentum, welches ihn später ruinierte, fanden sich viele Persönlichkeiten, darunter Rubén Darío, Miguel de Unamuno und Santiago Rusiñol, in seinem Hause ein. Die Mutter María del Pilar Montaner Maturana (1876–1961) war Malerin und porträtierte unter anderem einige ihrer Gäste. In dieser Umgebung wuchs Jacobo Sureda auf und war schon sehr früh kulturell und politisch aktiv.
Eine innige Freundschaft verband Jacobo Sureda mit dem argentinischen Schriftsteller Jorge Luis Borges (1899–1986), welcher 1919 das avantgardistische Gedankengut des Ultraismus von Madrid nach Mallorca herüberbrachte. Sureda gehörte mit anderen jungen Intellektuellen der Insel zum Mitstreiter der Literaturbewegung Ultraísmo, die 1918 in Spanien mit der erklärten Absicht entstand, dem Modernismus entgegenzutreten, der die spanische Dichtung seit Ende des 19. Jahrhunderts bestimmte. Zu dieser avantgardistischen Gruppe gehörte unter anderen Miguel Ángel Colomar (1903–1970), Ernesto Dethorey (1901–1998) und Juan Alomar an, denen es, vor allem ab 1936, als der Spanische Bürgerkrieg losbrach, auf Mallorca zu eng wurde. Gemeinsam mit Jorge Luis Borges verfasste Sureda 1921 das Manifest dieser ersten spanischen Avantgardebewegung. Der Ultraismus hatte das Ziel des ästhetischen Umbruchs, indem er die Lyrik rein auf der Bildwirkung aufzubauen suchte. Auch betätigte sich der Mallorquiner als Journalist mit Veröffentlichungen liberaler Ideen, beispielsweise in der Zeitung „El Día“, welche von 1921 bis 1939 bestanden hatte. 

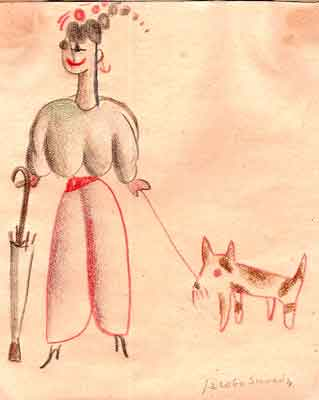
Dibujo von Jacobo Sureda um 1920

Sein Leben lang litt Sureda an einer an Lungenkrankheit und er musste aus gesundheitlichen Gründen immer wieder die Insel verlassen. Er ging nach Italien und dann nach Deutschland, von wo aus er Chroniken über die kulturelle, soziale und wirtschaftliche Situation dieser Nationen nach Hause sandte. 1922 begab sich Sureda in das Sanatorium St. Blasien im Südschwarzwald, wo er seinen Gedichtband „El Prestidigitador de los cinco sentidos“ (Der Jongleur der fünf Sinne) 1926 drucken ließ. 1985 erschien in Palma de Mallorca die zweite Auflage. 
Als Maler fand er Aufnahme in der Galerie Ey in Düsseldorf, wo er Max Ernst und Otto Dix traf. Johanna Ey widmete er seinen ersten Gedichtband und lud sie 1926 nach Mallorca ein. Im Frühjahr 1927 folgte Ey der Einladung und hielt sich für längere Zeit dort auf. 
In Paris, auf seiner weiteren Europa-Tour, traf er auf die amerikanische Malerin Eleanor Sackett und heiratete sie. 1929 kam seine Tochter Pilar Sureda Sackett auf die Welt. Auf Mallorca erwarben sie die Finka „Ca’s Potecari“ in Gènova, einem Vorort von Palma. Das Haus wurde zwischen 1930 und 1935 zum Treffpunkt von Künstlern, wie zum Beispiel der Pianist George Copeland (1882–1971), den Malern Adolf Fleischmann, Ulrich Leman, Pedro Sureda, Bildhauerin und Malerin María Magdalena de Pazzis Sureda Montaner (1907–1939), Schriftsteller Llorenç Villalonga und Irving Peter Pflaum. Auch die Galeristin Johanna Ey kam um 1933 ein weiteres Mal. Zu dieser Zeit ging es Sureda bereits sehr schlecht, die Erkrankung an Tuberkulose war fortgeschritten, und es stand fest, dass er nicht mehr lange leben würde. In diesen letzten Lebensjahren fertigte Sureda Zeichnungen für seine Tochter Pilar an. Im Juni 1935 verstarb Jacobo Sureda in seinem Haus „Ca’s Potecari“ in Gènova. Seine Frau verließ mit Tochter Spanien und gingen zurück nach Amerika.

## Werk
Er galt als von Kunstströmungen unabhängiger Maler und Dichter. Seine Ölgemälde, gemalt mit grobem Pinselstrich, beschränkten sich in der Komposition auf das Wesentliche und fallen durch die Vernachlässigung von Details auf. Zu den grafischen Werken Suredas gehörten Vorlagen für Holzstiche, mit denen er seine eigenen Gedichte illustrierte. Sureda verbrachte die Hälfte seines kurzen Lebens im Ausland. Er malte Landschaften, aber immer wieder auch die Städte Valldemossa und Palma de Mallorca auf seiner Heimatinsel. 